# Bik (znak)
Bik (lat. Taurus) jedan je od 12 horoskopskih znakova. Osobe rođene od 20. travnja do 21. svibnja rođene su u znaku bika.